# 欣 (挪威)
欣是挪威韦斯特兰郡的市镇，行政中心为弗盧勒和莫呂。市镇面积为811.82平方公里，2023年时人口数量为17,179人。该市镇是挪威唯一领土不连贯的市镇，布雷芒厄市镇把欣市镇分成南北两个部分。
该市镇成立于2020年1月1日，由原弗洛拉市镇全部和沃格島市镇的大部分合并而成（剩余部分合并至新成立的斯塔市镇），并重新启用了一个存在于1838至1964年间的旧市镇的名字。旧市镇的范围大致相当于现市镇的南边部分。